# Konings Machinefabriek
Konings Machinefabriek, sinds 2005 onderdeel van de VDL Groep, werd in 1873 opgericht als machinefabriek waaraan van 1898 tot 1998 een ijzergieterij verbonden was, te Swalmen, gemeente Roermond.

## Geschiedenis
De onderneming werd opgericht door Michael Könings en zijn zoon Peter die hun achternaam rond 1890 veranderden in Konings. Er werden landbouwmachines vervaardigd en kermisattracties, zoals draaimolens en stoomcarrousels. Zoon Peter nam de zaak over en exploiteerde vanaf 1898 tevens een ijzergieterij. Naast grotere technische installaties voor fabrieken werden er machines voor de landbouw, kleibewerking en de zuivelbereiding geproduceerd naast waterturbines. Omdat indertijd hout een belangrijk onderdeel van met name landbouwwerktuigen vormde beschikte de fabriek over een eigen houthandel en zagerij. Rond 1898 begon Konings met de productie van automobielen Konings (automerk) die echter beperkt bleef tot een achttal. In 1922 werd de onderneming omgezet in een NV met de drie zonen van Peter (Jules, Karel en Leo)als directie en aandeelhouders.  
In 1945 werd het bedrijf ontruimd en weer opgebouwd. In 1964 verhuisde de machinefabriek naar een nieuw onderkomen in de Bosstraat, anno 2025 nog altijd de standplaats. Konings vervaardigde toen naast gietwerk vooral machines voor de keramische industrie, veevoederbedrijven en de chemische industrie, ook voor de export. In de jaren '80 van de 20e eeuw werden vooral machines voor de textiel- en confectie-industrie en apparatuur voor de medische industrie vervaardigd. In dezelfde periode raakte het bedrijf in de problemen. In 1982 vond ontslag van 25 van de 125 personeelsleden plaats. In 1991 namen de Nederlandse Participatie Maatschappij, de Nationale Investeringsbank en Intervest (gelieerd aan van Lanschot Bankiers) gezamenlijk alle aandelen van L. Konings Beheer met haar dochters Konings machinefabriek en Konings ijzergieterij over van F. Konings Holding. In 1998 werd de ijzergieterij afgestoten en werd een gebouw voor de productie van medische apparaten in gebruik genomen. In 2005 werd Konings opgenomen in de VDL Groep. Het bedrijf is gespecialiseerd in verspanende CNC-bewerkingen.

## Externe bronnen en literatuur
- Contactgroep Automobiel- en Motorrijwielhistorie
- VDL Konings
- Swalmer industrie van vroeger tot nu (Swalmen 1982), 51-56